# بولبنو
بولبنو (به ایتالیایی: Bolbeno) یک کومونه در ایتالیا است که در ترنتینو واقع شده‌است.

## خصوصیات
بولبنو ۱۲٫۵ کیلومترمربع مساحت و ۳۵۶ نفر جمعیت دارد.